# 国防大学 (アメリカ合衆国)
アメリカ合衆国国防大学 (National War College, NWC) は、国防総合大学内の学校である。

## 概要

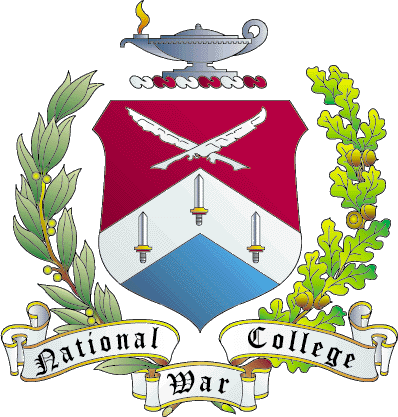
国防大学の紋章

ワシントンD.C.のフォート・レズリー・J・マクネア（現役の陸軍駐屯地の中では3番目に古い駐屯地）に建つローズヴェルト・ホール内に設置されている。陸海軍幕僚大学（Army-Navy Staff College、1943年6月から1946年7月まで運営）を発展的に解消して、1946年7月1日に正式に設立された。
本学は、ジェームズ・フォレスタルが熱心に取り組んだ主題の1つであった。
レナード・T・ジェロー中将（本学の設立を勧告した委員会の議長）によると、
「本学の関心は、大規模な戦略とその戦略の実行に必要な国家資源の活用とに向けられている……本学の卒業生は平時と戦時とを問わず、国内政策及び対外政策の策定に大きな影響を及ぼすであろう……」。
最高位に昇進するであろう中級・上級将校が選抜され、高官や指揮官となる日に備えるべく同校で学ぶ。全学生の約75%は、陸海空軍（海兵隊と沿岸警備隊を含む）から平等に選ばれる。残る25%は、国務省その他の省庁出身者からなる。さらに、多数の国々から学生が集まっている。

## 著名な卒業生
国防大学の卒業生には、現役または過去の将官や大使が多数いる。著名な卒業生としては、以下のような人物がいる。
- コリン・パウエル 元国務長官、元統合参謀本部議長
- ジョン・マケイン 上院議員
- ウェズリー・クラーク（英語版） 元NATO欧州連合軍最高司令官
- ピーター・ペイス 元統合参謀本部議長
- ヒュー・シェルトン 元統合参謀本部議長
- ジェームズ・L・ジョーンズ 元国家安全保障問題担当大統領補佐官、元NATO欧州連合軍最高司令官
- エリック・シンセキ 元陸軍参謀総長
- エルモ・ズムウォルト 元海軍作戦部長
- アーノルド・W・ブラスウェル 元空軍中将
- ジョン・ベイル(en:John Beyrle) 駐露大使
- エドワード・L・ビーチ・ジュニア 第二次世界大戦時の潜水艦将校でベストセラー小説家
- ゴドフリー・マッキュー ジョン・F・ケネディ大統領の軍事顧問
- J・クリストファー・スティーヴンズ 殺害された駐リビア大使
- ノートン・A・シュワルツ 空軍参謀総長

## ローズヴェルト・ホール
ローズヴェルト・ホール（建設期間：1903-07年）はボザール様式の建造物で、国防大学が1946年の創立以来入居している。ニューヨークの設計会社マキム・ミード&ホワイトが設計し、現在国定歴史建造物に指定されると共に、国家歴史登録財に登録されている。